# Diritti LGBT in Andorra
Le persone LGBT (lesbiche, gay, bisessuali e transgender) in Andorra godono della maggior parte dei diritti garantiti alle persone eterosessuali cisgender.
Il Principato ha riconosciuto le unioni omosessuali dal 2005 e nel 2023 è diventato il 34º stato nel mondo in cui è consentito il matrimonio omosessuale. È inoltre permesso il cambio legale del sesso ed è vietata la discriminazione sulla base dell'orientamento sessuale.

## Leggi sui rapporti omosessuali
Le leggi che vietavano l'attività sessuale tra persone dello stesso sesso sono state abolite nel 1791, rendendo Andorra, insieme alla Francia, uno dei primi paesi al mondo in cui l'omosessualità è stata depenalizzata. Con la legalizzazione dell'attività sessuale, l'età del consenso è stata immediatamente equiparata.

## Riconoscimento delle relazioni tra persone dello stesso sesso
Dal 2005, le coppie dello stesso sesso possono registrare la loro unione sotto il nome di "Unió estable de parella".
Il 27 novembre 2014 il progetto di legge per le "unioni civili" è stato approvato con una votazione di 20 voti favorevoli, 3 contrari e diverse astensioni. Il 24 dicembre 2014, il disegno di legge è stato pubblicato sulla rivista ufficiale, in seguito alla promulgazione del principe François Hollande. È entrato in vigore il 25 dicembre 2014.
Un disegno di legge sul matrimonio omosessuale è stato in consultazione pubblica fino al 13 aprile 2022 ed è stato votato dal Consiglio Generale come parte del nuovo codice di famiglia il 21 luglio 2022. Gli emendamenti riguardanti il matrimonio tra persone dello stesso sesso sono stati votati separatamente ed approvati con 18 voti a favore, 6 contrari ed un'astensione, mentre il resto del codice è stato approvato all'unanimità. La legge è stata promulgata dal Co-Principe Emmanuel Macron e pubblicata nel Bollettino ufficiale il 17 agosto 2022. È entrata in vigore il 17 febbraio 2023, 6 mesi dopo la promulgazione.
Nel mese di ottobre 2022, la Corte Costituzionale ha accettato un ricorso del Partito Socialdemocratico contro la distinzione creata dalla legge tra i termini "matrimoni canònic" e "casament civil". A dicembre, la Corte ha stabilito che l'utilizzo dei due termini distinti è incostituzionale, giacché le coppie omosessuali e quelle eterosessuali non cattoliche non potrebbero avere accesso al "matrimoni canònic". Il 30 gennaio 2023, il Parlamento ha abolito la distinzione tra matrimonio civile e religioso, in modo tale che tutti i matrimoni siano definiti con il termine catalano di "matrimoni".

## Adozione e pianificazione familiare
Con l'entrata in vigore dell'unione civile in Andorra le coppie omosessuali possono adottare. Inoltre, con l'entrata in vigore nel 2023 della legge sul matrimonio egualitario, è diventato anche possibile per le coppie lesbiche accedere all'inseminazione artificiale.

## Diritti Transgender
Una legge sui diritti di bambini e adolescenti promulgata nel febbraio del 2019 sancisce che i bambini transgender devono essere tutelati nella loro identità di genere.
Il nuovo Codice di Famiglia approvato nel luglio del 2022 prevede anche la possibilità per le persone trans di modificare il proprio nome e genere sui documenti tramite una procedura che non richiede interventi medici.  La legge è entrata in vigore il 17 febbraio 2023, 6 mesi dopo aver ricevuto la firma di uno dei co-principi ed essere stata promulgata.

## Protezioni dalle discriminazione
L'Andorra proibisce i reati di discriminazione e di odio basati sull'orientamento sessuale dal 2005.
Nel dicembre 2008, la Corte costituzionale ha stabilito che l'orientamento sessuale è incluso nei motivi di discriminazione vietati nella Costituzione sotto la categoria "qualsiasi altro motivo".

## Donazione di sangue
Le persone che hanno rapporti con altre persone dello stesso sesso possono donare il sangue dopo un periodo di differimento di un anno.

## Tabella riassuntiva
| Attività omosessuale legale                                            | (dal 1990)         |
| Parità nell'età del consenso sessuale                                  | (dal 1990)         |
| Leggi anti discriminatorie sull'orientamento sessuale                  | (dal 2005)         |
| Leggi anti discriminatorie sull'identità di genere                     | No                 |
| Leggi sui crimini d'odio in base all'orientamento sessuale             | (dal 2005)         |
| Leggi sui crimini d'odio in base all'identità di genere                | No                 |
| Matrimonio egualitario                                                 | (dal 2023)         |
| Riconoscimento delle coppie formate da persone dello stesso sesso      | (dal 2005)         |
| Stepchild adoption per le coppie omosessuali                           | (dal 2014)         |
| Possibilità di adozione da parte di coppie dello stesso sesso          | (dal 2014)         |
| Permesso di servire apertamente come gay e lesbiche nelle forze armate | senza forze armate |
| Diritto di cambiare genere legalmente                                  | (dal 2023)         |
| Accesso alla fecondazione in vitro per le lesbiche                     | Si                 |
| Maternità surrogata commerciale per le coppie gay                      | ?                  |
| Permesso di donare il sangue                                           | (dal 2011)         |